# 魯吉耶山
85°10′S 174°30′W / 85.167°S 174.500°W
魯吉耶山（英語：Rougier Hill）是南極洲的山峰，位於杜費克海岸的麥克格雷格冰川南岸，屬於丘默勒斯山的一部分，現時由南極條約體系管理。